# Присцилла: Элвис и я
«Присцилла: Элвис и я» (англ. Priscilla) — художественный фильм режиссёра Софии Копполы с Кэйли Спэни и Джейкобом Элорди в главных ролях, экранизация книги Присциллы Пресли «Элвис и я». Его премьера состоялась в сентябре 2023 года на 80-м Венецианском кинофестивале, где Спэни была награждена кубком Вольпи за лучшую женскую роль.

## Сюжет
Литературной основой сценария стала автобиографическая книга Присциллы Пресли «Элвис и я», рассказывающая о семейной жизни Присциллы с королём рок-н-ролла Элвисом Пресли. Действие фильма начинается в 1959 году, когда происходит первая встреча 14-летней главной героини и 24-летнего Элвиса. Спустя четыре года певец забирает Присциллу в своё поместье, где она живёт как его невеста, позже женится на ней. Последующие годы Элвис проводил главным образом в Голливуде и Лас-Вегасе, купаясь в славе и меняя любовниц, а его жена оставалась дома в Мемфисе. Наконец, в 1973 году супруги развелись.

## В ролях
- Кэйли Спэни — Присцилла Болье
- Джейкоб Элорди — Элвис Пресли
- Ари Коэн — Пол Болье
- Дагмара Доминчик — Энн Болье
- Тим Пост — Вернон Пресли
- Дэн Абрамович — Джерри Шиллинг
- Оливия Барретт — Альберта

## Создание и оценки
Проект был анонсирован в сентябре 2022 года. София Коппола стала режиссёром фильма и написала сценарий по мотивам книги Присциллы Пресли. Главные роли в картине сыграли Кэйли Спэни и Джейкоб Элорди. Съёмки начались в октябре 2022 года в канадском Торонто, права на дистрибьюцию картины в США получила компания A24.
Премьерный показ состоялся в сентябре 2023 года на 80-м Венецианском кинофестивале, в рамках основной программы. Коппола получила специальное разрешение от SAG-AFTRA на продвижение фильма, благодаря чему актёры смогли, несмотря на забастовку, выступать в прессе и присутствовать на премьере. Зрители после просмотра устроили семиминутную овацию, причём Присцилла Пресли, приехавшая на сеанс, всё это время рыдала. Фильм получил 95 % положительных рецензий критиков на Rotten Tomatoes. Кэйли Спэни была награждена кубком Вольпи за лучшую женскую роль. 27 октября 2023 года фильм вышел в театральный прокат.
Критики высоко оценили игру Спейни и Элорди, разработку Копполой традиционных для неё тем — «привилегий без власти», женственности, славы и изоляции. Для Марло Стерна (Rolling Stone) «Присцилла» — лучший фильм Копполы со времён «Трудностей перевода». София Бикканова (портал «После титров») охарактеризовала картину как «трогательную драму» в которой самое интересное — смена эпох на экране.
Алина Рослякова (журнал «Сеанс») отметила, что перед авторами фильма стояла сложная в реалиях 2020-х годов задача — показать абьюзивные отношения как историю любви со счастливым для женщины финалом. В итоге, по мнению рецензентки, «тщательно сделанная и аккуратная „Присцилла“ получилась потрясающе фальшивой».